# Strade Bianche 2025
La 19e édition des Strade Bianche, une course cycliste sur route masculine, a lieu le 8 mars 2025 en Italie. Elle fait partie du calendrier UCI World Tour 2025 en catégorie 1.UWT.

## Parcours

### Secteurs de chemin blanc
Au total, cette édition comportera 81 kilomètres de route blanche soit plus d’un tiers du parcours complet.
| Numéro du secteur | Nom                   | Kilomètre depuis le départ | Difficulté | Longueur (en km) |
| ----------------- | --------------------- | -------------------------- | ---------- | ---------------- |
| 1                 |                       | 14,2                       |            | 4,4              |
| 2                 |                       | 19,2                       |            | 4,8              |
| 3                 |                       | 30,1                       |            | 4,4              |
| 4                 | La Piana              | 40,7                       |            | 6,4              |
| 5                 |                       |                            |            | 11,9             |
| 6                 |                       |                            |            | 8,0              |
| 7                 | Serravale             | 99,9                       |            | 9,3              |
| 8                 | San Martino in Grania |                            |            | 9,4              |
| 9                 | Monte Sante Marie     | 129,1                      |            | 11,5             |
| 10                | Monteaperti           |                            |            | 0,6              |
| 11                | Colle Pinzuto         | 163,8                      |            | 2,4              |
| 12                | Le Tolfe              |                            |            | 1,1              |
| 13                | Strada del Castagno   |                            |            | 0,7              |
| 14                | Montechiaro           | 187,2                      |            | 3,3              |
| 15                | Colle Pinzuto (2)     | 193,9                      |            | 2,4              |
| 16                | Le Tolfe (2)          | 200,2                      |            | 1,1              |

## Équipes
| WorldTeams (18)- EF Education-EasyPost - Alpecin-Deceuninck - Arkéa-B&B Hotels - XDS Astana Team - Bahrain-Victorious - Cofidis - Decathlon AG2R La Mondiale Team - Groupama-FDJ - Ineos Grenadiers - Intermarché-Wanty - Lidl-Trek - Movistar Team - Red Bull-BORA-hansgrohe - Soudal Quick-Step - Team Picnic-PostNL - Team Jayco AlUla - Team Visma \| Lease a Bike - UAE Team Emirates XRG ProTeams (7)- Israel-Premier Tech - Uno-X Mobility - Lotto - Q36.5 Pro Cycling Team - Solution Tech-Vini Fantini - Team Polti VisitMalta - Tudor Pro Cycling Team |
| |

### Favoris
Le Slovène Tadej Pogačar, déja vainqueur en 2022 et lors de la dernière édition fait office de grandissime favori. Le Belge de la Lotto Lennert Van Eetvelt pourrait être son principal adversaire. On peut également citer Tom Pidcock, Marc Hirschi ou encore Ben Healy et Richard Carapaz.

## Déroulement de la course
Une échappée de six hommes est reprise dans le secteur de routes blanches de Monte Sante Marie à environ 80 kilomètres de l'arrivée par Tom Pidcock qui a déclenché les hostilités et le champion du monde Tadej Pogačar qui est le seul à pouvoir le suivre. Très rapidement, Pidcock et Pogačar s'isolent en tête mais ils sont rattrapés à la fin de ce secteur par Connor Swift qui faisait partie de l'échappée initiale. À 50 kilomètres du terme, Pogačar glisse et chute dans un fossé, ralentissant Swift. Pidcock se retrouve ainsi seul en tête mais, faisant preuve de fair-play, il attend Pogačar qui le rejoint quatre kilomètres plus loin. À 34 kilomètres de l'arrivée, Connor Swift est repris par quatre hommes : Roger Adrià, Tim Wellens, Ben Healy et Pello Bilbao, 1 min 20 sec derrière le duo de tête Pogačar-Pidcock. À 18,5 km du terme, Pogačar lâche Pidcock dans la montée de la route blanche du Colle Pinzuto et s'envole vers une troisième victoire, accroissant régulièrement son avance sur ses poursuivants. Pidcock et Wellens complètent le podium.

## Classements

### Classement final
| \| Classement général \| Classement général \| Classement général \| Classement général \| Classement général \| \| Coureur \| Coureur \| Pays \| Équipe \| Temps \| \| ------------------ \| ------------------- \| ------------------ \| ----------------------- \| ------------------ \| \| 1er \| Tadej Pogačar \| Slovénie \| UAE Team Emirates XRG \| 5 h 13 min 58 s \| \| 2e \| Tom Pidcock \| Royaume-Uni \| Q36.5 Pro Cycling Team \| + 1 min 24 s \| \| 3e \| Tim Wellens \| Belgique \| UAE Team Emirates XRG \| + 2 min 12 s \| \| 4e \| Ben Healy \| Irlande \| EF Education-EasyPost \| + 3 min 23 s \| \| 5e \| Pello Bilbao \| Espagne \| Bahrain Victorious \| + 4 min 20 s \| \| 6e \| Magnus Cort Nielsen \| Danemark \| Uno-X Mobility \| + 4 min 26 s \| \| 7e \| Gianni Vermeersch \| Belgique \| Alpecin-Deceuninck \| + 4 min 29 s \| \| 8e \| Michael Valgren \| Danemark \| EF Education-EasyPost \| + 4 min 37 s \| \| 9e \| Lennert Van Eetvelt \| Belgique \| Lotto \| + 4 min 47 s \| \| 10e \| Roger Adrià \| Espagne \| Red Bull-Bora-Hansgrohe \| + 5 min 06 s \| |                     |             |                         |                 |
| |                     |             |                         |                 |
| Source : ProCyclingStats |                     |             |                         |                 |
| Classement général |                     |             |                         |                 |
| Coureur | Coureur             | Pays        | Équipe                  | Temps           |
| 1er | Tadej Pogačar       | Slovénie    | UAE Team Emirates XRG   | 5 h 13 min 58 s |
| 2e | Tom Pidcock         | Royaume-Uni | Q36.5 Pro Cycling Team  | + 1 min 24 s    |
| 3e | Tim Wellens         | Belgique    | UAE Team Emirates XRG   | + 2 min 12 s    |
| 4e | Ben Healy           | Irlande     | EF Education-EasyPost   | + 3 min 23 s    |
| 5e | Pello Bilbao        | Espagne     | Bahrain Victorious      | + 4 min 20 s    |
| 6e | Magnus Cort Nielsen | Danemark    | Uno-X Mobility          | + 4 min 26 s    |
| 7e | Gianni Vermeersch   | Belgique    | Alpecin-Deceuninck      | + 4 min 29 s    |
| 8e | Michael Valgren     | Danemark    | EF Education-EasyPost   | + 4 min 37 s    |
| 9e | Lennert Van Eetvelt | Belgique    | Lotto                   | + 4 min 47 s    |
| 10e | Roger Adrià         | Espagne     | Red Bull-Bora-Hansgrohe | + 5 min 06 s    |

## Liste de départ
| UAE Team Emirates XRG UAD                         | UAE Team Emirates XRG UAD   | UAE Team Emirates XRG UAD |
| ------------------------------------------------- | --------------------------- | ------------------------- |
| Num                                               | Coureur                     | Pos                       |
| 1                                                 | Tadej Pogačar (SLO) (route) | 1er                       |
| 2                                                 | Filippo Baroncini (ITA)     | AB                        |
| 3                                                 | Isaac Del Toro (MEX)        | 33e                       |
| 4                                                 | Felix Großschartner (AUT)   | AB                        |
| 5                                                 | Domen Novak (SLO) (route)   | AB                        |
| 6                                                 | Florian Vermeersch (BEL)    | 18e                       |
| 7                                                 | Tim Wellens (BEL)           | 3e                        |
| Directeur sportif : Andrej Hauptman, Manuele Mori |                             |                           |

| Alpecin-Deceuninck ADC                                   | Alpecin-Deceuninck ADC      | Alpecin-Deceuninck ADC |
| -------------------------------------------------------- | --------------------------- | ---------------------- |
| Num                                                      | Coureur                     | Pos                    |
| 11                                                       | Gianni Vermeersch (BEL)     | 7e                     |
| 12                                                       | Samuel Gaze (NZL)           | AB                     |
| 13                                                       | Gal Glivar (SLO)            | AB                     |
| 14                                                       | Quinten Hermans (BEL)       | 15e                    |
| 15                                                       | Xandro Meurisse (BEL)       | AB                     |
| 16                                                       | Johan Price-Pejtersen (DEN) | AB                     |
| 17                                                       | Emiel Verstrynge (BEL)      | AB                     |
| Directeur sportif : Christoph Roodhooft, Gianni Meersman |                             |                        |

| Arkéa-B&B Hotels ARK                             | Arkéa-B&B Hotels ARK    | Arkéa-B&B Hotels ARK |
| ------------------------------------------------ | ----------------------- | -------------------- |
| Num                                              | Coureur                 | Pos                  |
| 21                                               | Kévin Vauquelin (FRA)   | 20e                  |
| 22                                               | Anthony Delaplace (FRA) | 53e                  |
| 23                                               | Louis Rouland (FRA)     | AB                   |
| 24                                               | Simon Guglielmi (FRA)   | 92e                  |
| 25                                               | Mathis Le Berre (FRA)   | 80e                  |
| 26                                               | Martin Tjøtta (NOR)     | 65e                  |
| 27                                               | Clément Venturini (FRA) | AB                   |
| Directeur sportif : Yvon Ledanois, Kévin Rinaldi |                         |                      |

| Bahrain Victorious TBV                                 | Bahrain Victorious TBV   | Bahrain Victorious TBV |
| ------------------------------------------------------ | ------------------------ | ---------------------- |
| Num                                                    | Coureur                  | Pos                    |
| 31                                                     | Pello Bilbao (ESP)       | 5e                     |
| 32                                                     | Nicolò Buratti (ITA)     | 98e                    |
| 33                                                     | Afonso Eulálio (POR)     | 46e                    |
| 34                                                     | Matej Mohorič (SLO)      | NP                     |
| 35                                                     | Andrea Pasqualon (ITA)   | AB                     |
| 36                                                     | Robert Stannard (AUS)    | AB                     |
| 37                                                     | Max van der Meulen (NED) | AB                     |
| Directeur sportif : Gorazd Štangelj, Franco Pellizotti |                          |                        |

| Cofidis COF                                           | Cofidis COF                 | Cofidis COF |
| ----------------------------------------------------- | --------------------------- | ----------- |
| Num                                                   | Coureur                     | Pos         |
| 41                                                    | Alex Aranburu (ESP) (route) | 75e         |
| 42                                                    | Valentin Ferron (FRA)       | AB          |
| 43                                                    | Ion Izagirre (ESP)          | 62e         |
| 44                                                    | Jonathan Lastra (ESP)       | AB          |
| 45                                                    | Jan Maas (NED)              | 73e         |
| 46                                                    | Paul Ourselin (FRA)         | AB          |
| 47                                                    | Dylan Teuns (BEL)           | 37e         |
| Directeur sportif : Roberto Damiani, Bingen Fernández |                             |             |

| Decathlon-AG2R La Mondiale DAT                  | Decathlon-AG2R La Mondiale DAT | Decathlon-AG2R La Mondiale DAT |
| ----------------------------------------------- | ------------------------------ | ------------------------------ |
| Num                                             | Coureur                        | Pos                            |
| 51                                              | Bastien Tronchon (FRA)         | 26e                            |
| 52                                              | Clément Berthet (FRA)          | AB                             |
| 53                                              | Stan Dewulf (BEL)              | AB                             |
| 54                                              | Jordan Labrosse (FRA)          | 17e                            |
| 55                                              | Noa Isidore (FRA)              | 97e                            |
| 56                                              | Nicolas Prodhomme (FRA)        | 91e                            |
| 57                                              | Andrea Vendrame (ITA)          | 16e                            |
| Directeur sportif : Julien Jurdie, Luke Roberts |                                |                                |

| EF Education-EasyPost EFE                                  | EF Education-EasyPost EFE | EF Education-EasyPost EFE |
| ---------------------------------------------------------- | ------------------------- | ------------------------- |
| Num                                                        | Coureur                   | Pos                       |
| 61                                                         | Ben Healy (IRL)           | 4e                        |
| 62                                                         | Richard Carapaz (ECU)     | 78e                       |
| 63                                                         | Rui Costa (POR) (route)   | AB                        |
| 64                                                         | Mikkel Honoré (DEN)       | 38e                       |
| 65                                                         | Archie Ryan (IRL)         | AB                        |
| 66                                                         | James Shaw (GBR)          | 67e                       |
| 67                                                         | Michael Valgren (DEN)     | 8e                        |
| Directeur sportif : Juan Manuel Gárate, Tejay van Garderen |                           |                           |

| Groupama-FDJ GFC                    | Groupama-FDJ GFC       | Groupama-FDJ GFC |
| ----------------------------------- | ---------------------- | ---------------- |
| Num                                 | Coureur                | Pos              |
| 71                                  | Valentin Madouas (FRA) | 39e              |
| 72                                  | Lewis Askey (GBR)      | 19e              |
| 73                                  | David Gaudu (FRA)      | AB               |
| 74                                  | Lorenzo Germani (ITA)  | 55e              |
| 75                                  | Romain Grégoire (FRA)  | 52e              |
| 76                                  | Quentin Pacher (FRA)   | 76e              |
| 77                                  | Rémy Rochas (FRA)      | AB               |
| Directeur sportif : Jussi Veikkanen |                        |                  |

| Ineos Grenadiers IGD                            | Ineos Grenadiers IGD     | Ineos Grenadiers IGD |
| ----------------------------------------------- | ------------------------ | -------------------- |
| Num                                             | Coureur                  | Pos                  |
| 81                                              | Michał Kwiatkowski (POL) | AB                   |
| 82                                              | Kim Heiduk (GER)         | AB                   |
| 83                                              | Salvatore Puccio (ITA)   | AB                   |
| 84                                              | Brandon Rivera (COL)     | 34e                  |
| 85                                              | Artem Shmidt (USA)       | AB                   |
| 86                                              | Connor Swift (GBR)       | 13e                  |
| 87                                              | Ben Turner (GBR)         | 56e                  |
| Directeur sportif : Imanol Erviti, Ian Stannard |                          |                      |

| Intermarché-Wanty IWA                                     | Intermarché-Wanty IWA   | Intermarché-Wanty IWA |
| --------------------------------------------------------- | ----------------------- | --------------------- |
| Num                                                       | Coureur                 | Pos                   |
| 91                                                        | Francesco Busatto (ITA) | 48e                   |
| 92                                                        | Louis Barré (FRA)       | 36e                   |
| 93                                                        | Kamiel Bonneu (BEL)     | AB                    |
| 94                                                        | Kevin Colleoni (ITA)    | 58e                   |
| 95                                                        | Tom Paquot (BEL)        | AB                    |
| 96                                                        | Simone Petilli (ITA)    | AB                    |
| 97                                                        | Alexy Faure Prost (FRA) | AB                    |
| Directeur sportif : Aike Visbeek, Franky Van Haesebroucke |                         |                       |

| Israel-Premier Tech IPT                          | Israel-Premier Tech IPT | Israel-Premier Tech IPT |
| ------------------------------------------------ | ----------------------- | ----------------------- |
| Num                                              | Coureur                 | Pos                     |
| 101                                              | Jakob Fuglsang (DEN)    | 43e                     |
| 102                                              | Joseph Blackmore (GBR)  | 30e                     |
| 103                                              | Simon Clarke (AUS)      | 51e                     |
| 104                                              | Hugo Houle (CAN)        | 54e                     |
| 105                                              | Krists Neilands (LAT)   | AB                      |
| 106                                              | Nadav Raisberg (ISR)    | 93e                     |
| 107                                              | Riley Sheehan (USA)     | AB                      |
| Directeur sportif : Sam Bewley, Francesco Frassi |                         |                         |

| Lidl-Trek LTK                                   | Lidl-Trek LTK        | Lidl-Trek LTK |
| ----------------------------------------------- | -------------------- | ------------- |
| Num                                             | Coureur              | Pos           |
| 111                                             | Andrea Bagioli (ITA) | AB            |
| 112                                             | Bauke Mollema (NED)  | 35e           |
| 113                                             | Jacopo Mosca (ITA)   | AB            |
| 114                                             | Albert Philipsen     | 25e           |
| 115                                             | Quinn Simmons (USA)  | AB            |
| 116                                             | Toms Skujiņš (LAT)   | 12e           |
| 117                                             | Mathias Vacek (CZE)  | AB            |
| Directeur sportif : Kim Andersen, Adriano Baffi |                      |               |

| Lotto LOT                                     | Lotto LOT                   | Lotto LOT |
| --------------------------------------------- | --------------------------- | --------- |
| Num                                           | Coureur                     | Pos       |
| 121                                           | Lennert Van Eetvelt (BEL)   | 9e        |
| 122                                           | Jarrad Drizners (AUS)       | AB        |
| 123                                           | Logan Currie (NZL)          | 82e       |
| 124                                           | Arjen Livyns (BEL)          | 42e       |
| 125                                           | Eduardo Sepúlveda (ARG)     | 79e       |
| 126                                           | Reuben Thompson (NZL)       | 50e       |
| 127                                           | Jonas Gregaard Wilsly (DEN) | AB        |
| Directeur sportif : Mario Aerts, Marc Wauters |                             |           |

| Movistar Team MOV                       | Movistar Team MOV                | Movistar Team MOV |
| --------------------------------------- | -------------------------------- | ----------------- |
| Num                                     | Coureur                          | Pos               |
| 131                                     | Davide Formolo (ITA)             | 14e               |
| 132                                     | Ruben Guerreiro (POR)            | AB                |
| 133                                     | Carlos Canal (ESP)               | 64e               |
| 134                                     | Davide Cimolai (ITA)             | AB                |
| 135                                     | Pelayo Sánchez (ESP)             | AB                |
| 136                                     | Gonzalo Serrano (ESP)            | 71e               |
| 137                                     | Natnael Tesfatsion (ERI) (route) | AB                |
| Directeur sportif : Maximilian Sciandri |                                  |                   |

| Q36.5 Pro Cycling Team Q36                             | Q36.5 Pro Cycling Team Q36  | Q36.5 Pro Cycling Team Q36 |
| ------------------------------------------------------ | --------------------------- | -------------------------- |
| Num                                                    | Coureur                     | Pos                        |
| 141                                                    | Tom Pidcock (GBR)           | 2e                         |
| 142                                                    | Xabier Mikel Azparren (ESP) | AB                         |
| 143                                                    | Gianluca Brambilla (ITA)    | AB                         |
| 144                                                    | Fabio Christen (SUI)        | 87e                        |
| 145                                                    | Mark Donovan (GBR)          | 27e                        |
| 146                                                    | Milan Vader (NED)           | AB                         |
| 147                                                    | Nickolas Zukowsky (CAN)     | AB                         |
| Directeur sportif : Gabriele Missaglia, Alex Sans Vega |                             |                            |

| Red Bull-Bora-Hansgrohe RBH                            | Red Bull-Bora-Hansgrohe RBH | Red Bull-Bora-Hansgrohe RBH |
| ------------------------------------------------------ | --------------------------- | --------------------------- |
| Num                                                    | Coureur                     | Pos                         |
| 151                                                    | Roger Adrià (ESP)           | 10e                         |
| 152                                                    | Jonas Koch (GER)            | AB                          |
| 153                                                    | Filip Maciejuk (POL)        | AB                          |
| 154                                                    | Gianni Moscon (ITA)         | AB                          |
| 155                                                    | Anton Palzer (GER)          | AB                          |
| 156                                                    | Jan Tratnik (SLO)           | 60e                         |
| 157                                                    | Tim van Dijke (NED)         | AB                          |
| Directeur sportif : Enrico Gasparotto, Christian Pömer |                             |                             |

| Team Solution Tech-Vini Fantini TFT  | Team Solution Tech-Vini Fantini TFT | Team Solution Tech-Vini Fantini TFT |
| ------------------------------------ | ----------------------------------- | ----------------------------------- |
| Num                                  | Coureur                             | Pos                                 |
| 161                                  | Davide Baldaccini (ITA)             | AB                                  |
| 162                                  | Valerio Conti (ITA)                 | 72e                                 |
| 163                                  | Andrea Piras (ITA)                  | AB                                  |
| 164                                  | Lorenzo Quartucci (ITA)             | 66e                                 |
| 165                                  | Kristian Sbaragli (ITA)             | AB                                  |
| 166                                  | Arnaud Tissières (SUI)              | AB                                  |
| 167                                  | Kyrylo Tsarenko (UKR)               | 83e                                 |
| Directeur sportif : Marco Zamparella |                                     |                                     |

| Soudal Quick-Step SOQ                              | Soudal Quick-Step SOQ    | Soudal Quick-Step SOQ |
| -------------------------------------------------- | ------------------------ | --------------------- |
| Num                                                | Coureur                  | Pos                   |
| 171                                                | Mikel Landa (ESP)        | 11e                   |
| 172                                                | Mattia Cattaneo (ITA)    | 29e                   |
| 173                                                | Gianmarco Garofoli (ITA) | 45e                   |
| 174                                                | Pepijn Reinderink (NED)  | 59e                   |
| 175                                                | Pieter Serry (BEL)       | AB                    |
| 176                                                | Mauri Vansevenant (BEL)  | 84e                   |
| 177                                                | Louis Vervaeke (BEL)     | AB                    |
| Directeur sportif : Davide Bramati, Klaas Lodewyck |                          |                       |

| Team Jayco AlUla JAY                           | Team Jayco AlUla JAY       | Team Jayco AlUla JAY |
| ---------------------------------------------- | -------------------------- | -------------------- |
| Num                                            | Coureur                    | Pos                  |
| 181                                            | Filippo Zana (ITA)         | 47e                  |
| 182                                            | Alessandro De Marchi (ITA) | AB                   |
| 183                                            | Davide De Pretto (ITA)     | AB                   |
| 184                                            | Felix Engelhardt (GER)     | 57e                  |
| 185                                            | Anders Foldager (DEN)      | 31e                  |
| 186                                            | Alan Hatherly (RSA)        | AB                   |
| 187                                            | Asbjørn Hellemose (DEN)    | 86e                  |
| Directeur sportif : Valerio Piva, Andrew Smith |                            |                      |

| Team Picnic-PostNL TPP                           | Team Picnic-PostNL TPP    | Team Picnic-PostNL TPP |
| ------------------------------------------------ | ------------------------- | ---------------------- |
| Num                                              | Coureur                   | Pos                    |
| 191                                              | Kevin Vermaerke (USA)     | AB                     |
| 192                                              | Romain Combaud (FRA)      | AB                     |
| 193                                              | Robbe Dhondt (BEL)        | AB                     |
| 194                                              | Chris Hamilton (AUS)      | 44e                    |
| 195                                              | Bjoern Koerdt (GBR)       | 77e                    |
| 196                                              | Max Poole (GBR)           | AB                     |
| 197                                              | Frank van den Broek (NED) | 88e                    |
| Directeur sportif : Matthew Winston, Philip West |                           |                        |

| Team Polti VisitMalta PTV                            | Team Polti VisitMalta PTV | Team Polti VisitMalta PTV |
| ---------------------------------------------------- | ------------------------- | ------------------------- |
| Num                                                  | Coureur                   | Pos                       |
| 201                                                  | Mattia Bais (ITA)         | 81e                       |
| 202                                                  | Davide De Cassan (ITA)    | 89e                       |
| 203                                                  | Álex Martín (ESP)         | AB                        |
| 204                                                  | Gabriele Raccagni (ITA)   | AB                        |
| 205                                                  | Javier Serrano (ESP)      | AB                        |
| 206                                                  | Diego Pablo Sevilla (ESP) | AB                        |
| 207                                                  | Samuele Zoccarato (ITA)   | 49e                       |
| Directeur sportif : Stefano Zanatta, Giovanni Ellena |                           |                           |

| Team Visma \| Lease a Bike TVL                     | Team Visma \| Lease a Bike TVL | Team Visma \| Lease a Bike TVL |
| -------------------------------------------------- | ------------------------------ | ------------------------------ |
| Num                                                | Coureur                        | Pos                            |
| 211                                                | Attila Valter (HUN) (route)    | 22e                            |
| 212                                                | Tijmen Graat (NED)             | 90e                            |
| 213                                                | Menno Huising (NED)            | AB                             |
| 214                                                | Jørgen Nordhagen (NOR)         | 85e                            |
| 215                                                | Ben Tulett (GBR)               | 61e                            |
| 216                                                | Tosh Van der Sande (BEL)       | AB                             |
| 217                                                | Julien Vermote (BEL)           | AB                             |
| Directeur sportif : Jesper Mørkøv, Maarten Wynants |                                |                                |

| Tudor Pro Cycling Team TUD                         | Tudor Pro Cycling Team TUD   | Tudor Pro Cycling Team TUD |
| -------------------------------------------------- | ---------------------------- | -------------------------- |
| Num                                                | Coureur                      | Pos                        |
| 221                                                | Marc Hirschi (SUI)           | 24e                        |
| 222                                                | Lawrence Warbasse (USA)      | 74e                        |
| 223                                                | Jacob Eriksson (SWE) (route) | 96e                        |
| 224                                                | Roland Thalmann (SUI)        | AB                         |
| 225                                                | Yannis Voisard (SUI)         | 69e                        |
| 226                                                | Fabian Weiss (SUI)           | 32e                        |
| 227                                                | Hannes Wilksch (GER)         | 94e                        |
| Directeur sportif : Matteo Tosatto, Marcel Sieberg |                              |                            |

| Uno-X Mobility UXM                              | Uno-X Mobility UXM           | Uno-X Mobility UXM |
| ----------------------------------------------- | ---------------------------- | ------------------ |
| Num                                             | Coureur                      | Pos                |
| 231                                             | Magnus Cort Nielsen (DEN)    | 6e                 |
| 232                                             | Martin Bugge Urianstad (NOR) | 70e                |
| 233                                             | Fredrik Dversnes (NOR)       | 21e                |
| 234                                             | Ådne Holter (NOR)            | 95e                |
| 235                                             | Anders Johannessen (NOR)     | 28e                |
| 236                                             | Tobias Johannessen (NOR)     | 23e                |
| 237                                             | William Blume Levy (DEN)     | 68e                |
| Directeur sportif : Gabriel Rasch, Emil Vinjebo |                              |                    |

| XDS Astana Team XAT                               | XDS Astana Team XAT           | XDS Astana Team XAT |
| ------------------------------------------------- | ----------------------------- | ------------------- |
| Num                                               | Coureur                       | Pos                 |
| 241                                               | Alberto Bettiol (ITA) (route) | AB                  |
| 242                                               | Alessandro Romele (ITA)       | 63e                 |
| 243                                               | Christian Scaroni (ITA)       | AB                  |
| 244                                               | Ide Schelling (NED)           | AB                  |
| 245                                               | Davide Toneatti (ITA)         | 40e                 |
| 246                                               | Diego Ulissi (ITA)            | AB                  |
| 247                                               | Simone Velasco (ITA)          | 41e                 |
| Directeur sportif : Stefano Zanini, Dario Cataldo |                               |                     |

| UAE Team Emirates XRG UAD                         | UAE Team Emirates XRG UAD   | UAE Team Emirates XRG UAD |
| ------------------------------------------------- | --------------------------- | ------------------------- |
| Num                                               | Coureur                     | Pos                       |
| 1                                                 | Tadej Pogačar (SLO) (route) | 1er                       |
| 2                                                 | Filippo Baroncini (ITA)     | AB                        |
| 3                                                 | Isaac Del Toro (MEX)        | 33e                       |
| 4                                                 | Felix Großschartner (AUT)   | AB                        |
| 5                                                 | Domen Novak (SLO) (route)   | AB                        |
| 6                                                 | Florian Vermeersch (BEL)    | 18e                       |
| 7                                                 | Tim Wellens (BEL)           | 3e                        |
| Directeur sportif : Andrej Hauptman, Manuele Mori |                             |                           |

| Alpecin-Deceuninck ADC                                   | Alpecin-Deceuninck ADC      | Alpecin-Deceuninck ADC |
| -------------------------------------------------------- | --------------------------- | ---------------------- |
| Num                                                      | Coureur                     | Pos                    |
| 11                                                       | Gianni Vermeersch (BEL)     | 7e                     |
| 12                                                       | Samuel Gaze (NZL)           | AB                     |
| 13                                                       | Gal Glivar (SLO)            | AB                     |
| 14                                                       | Quinten Hermans (BEL)       | 15e                    |
| 15                                                       | Xandro Meurisse (BEL)       | AB                     |
| 16                                                       | Johan Price-Pejtersen (DEN) | AB                     |
| 17                                                       | Emiel Verstrynge (BEL)      | AB                     |
| Directeur sportif : Christoph Roodhooft, Gianni Meersman |                             |                        |

| Arkéa-B&B Hotels ARK                             | Arkéa-B&B Hotels ARK    | Arkéa-B&B Hotels ARK |
| ------------------------------------------------ | ----------------------- | -------------------- |
| Num                                              | Coureur                 | Pos                  |
| 21                                               | Kévin Vauquelin (FRA)   | 20e                  |
| 22                                               | Anthony Delaplace (FRA) | 53e                  |
| 23                                               | Louis Rouland (FRA)     | AB                   |
| 24                                               | Simon Guglielmi (FRA)   | 92e                  |
| 25                                               | Mathis Le Berre (FRA)   | 80e                  |
| 26                                               | Martin Tjøtta (NOR)     | 65e                  |
| 27                                               | Clément Venturini (FRA) | AB                   |
| Directeur sportif : Yvon Ledanois, Kévin Rinaldi |                         |                      |

| Bahrain Victorious TBV                                 | Bahrain Victorious TBV   | Bahrain Victorious TBV |
| ------------------------------------------------------ | ------------------------ | ---------------------- |
| Num                                                    | Coureur                  | Pos                    |
| 31                                                     | Pello Bilbao (ESP)       | 5e                     |
| 32                                                     | Nicolò Buratti (ITA)     | 98e                    |
| 33                                                     | Afonso Eulálio (POR)     | 46e                    |
| 34                                                     | Matej Mohorič (SLO)      | NP                     |
| 35                                                     | Andrea Pasqualon (ITA)   | AB                     |
| 36                                                     | Robert Stannard (AUS)    | AB                     |
| 37                                                     | Max van der Meulen (NED) | AB                     |
| Directeur sportif : Gorazd Štangelj, Franco Pellizotti |                          |                        |

| Cofidis COF                                           | Cofidis COF                 | Cofidis COF |
| ----------------------------------------------------- | --------------------------- | ----------- |
| Num                                                   | Coureur                     | Pos         |
| 41                                                    | Alex Aranburu (ESP) (route) | 75e         |
| 42                                                    | Valentin Ferron (FRA)       | AB          |
| 43                                                    | Ion Izagirre (ESP)          | 62e         |
| 44                                                    | Jonathan Lastra (ESP)       | AB          |
| 45                                                    | Jan Maas (NED)              | 73e         |
| 46                                                    | Paul Ourselin (FRA)         | AB          |
| 47                                                    | Dylan Teuns (BEL)           | 37e         |
| Directeur sportif : Roberto Damiani, Bingen Fernández |                             |             |

| Decathlon-AG2R La Mondiale DAT                  | Decathlon-AG2R La Mondiale DAT | Decathlon-AG2R La Mondiale DAT |
| ----------------------------------------------- | ------------------------------ | ------------------------------ |
| Num                                             | Coureur                        | Pos                            |
| 51                                              | Bastien Tronchon (FRA)         | 26e                            |
| 52                                              | Clément Berthet (FRA)          | AB                             |
| 53                                              | Stan Dewulf (BEL)              | AB                             |
| 54                                              | Jordan Labrosse (FRA)          | 17e                            |
| 55                                              | Noa Isidore (FRA)              | 97e                            |
| 56                                              | Nicolas Prodhomme (FRA)        | 91e                            |
| 57                                              | Andrea Vendrame (ITA)          | 16e                            |
| Directeur sportif : Julien Jurdie, Luke Roberts |                                |                                |

| EF Education-EasyPost EFE                                  | EF Education-EasyPost EFE | EF Education-EasyPost EFE |
| ---------------------------------------------------------- | ------------------------- | ------------------------- |
| Num                                                        | Coureur                   | Pos                       |
| 61                                                         | Ben Healy (IRL)           | 4e                        |
| 62                                                         | Richard Carapaz (ECU)     | 78e                       |
| 63                                                         | Rui Costa (POR) (route)   | AB                        |
| 64                                                         | Mikkel Honoré (DEN)       | 38e                       |
| 65                                                         | Archie Ryan (IRL)         | AB                        |
| 66                                                         | James Shaw (GBR)          | 67e                       |
| 67                                                         | Michael Valgren (DEN)     | 8e                        |
| Directeur sportif : Juan Manuel Gárate, Tejay van Garderen |                           |                           |

| Groupama-FDJ GFC                    | Groupama-FDJ GFC       | Groupama-FDJ GFC |
| ----------------------------------- | ---------------------- | ---------------- |
| Num                                 | Coureur                | Pos              |
| 71                                  | Valentin Madouas (FRA) | 39e              |
| 72                                  | Lewis Askey (GBR)      | 19e              |
| 73                                  | David Gaudu (FRA)      | AB               |
| 74                                  | Lorenzo Germani (ITA)  | 55e              |
| 75                                  | Romain Grégoire (FRA)  | 52e              |
| 76                                  | Quentin Pacher (FRA)   | 76e              |
| 77                                  | Rémy Rochas (FRA)      | AB               |
| Directeur sportif : Jussi Veikkanen |                        |                  |

| Ineos Grenadiers IGD                            | Ineos Grenadiers IGD     | Ineos Grenadiers IGD |
| ----------------------------------------------- | ------------------------ | -------------------- |
| Num                                             | Coureur                  | Pos                  |
| 81                                              | Michał Kwiatkowski (POL) | AB                   |
| 82                                              | Kim Heiduk (GER)         | AB                   |
| 83                                              | Salvatore Puccio (ITA)   | AB                   |
| 84                                              | Brandon Rivera (COL)     | 34e                  |
| 85                                              | Artem Shmidt (USA)       | AB                   |
| 86                                              | Connor Swift (GBR)       | 13e                  |
| 87                                              | Ben Turner (GBR)         | 56e                  |
| Directeur sportif : Imanol Erviti, Ian Stannard |                          |                      |

| Intermarché-Wanty IWA                                     | Intermarché-Wanty IWA   | Intermarché-Wanty IWA |
| --------------------------------------------------------- | ----------------------- | --------------------- |
| Num                                                       | Coureur                 | Pos                   |
| 91                                                        | Francesco Busatto (ITA) | 48e                   |
| 92                                                        | Louis Barré (FRA)       | 36e                   |
| 93                                                        | Kamiel Bonneu (BEL)     | AB                    |
| 94                                                        | Kevin Colleoni (ITA)    | 58e                   |
| 95                                                        | Tom Paquot (BEL)        | AB                    |
| 96                                                        | Simone Petilli (ITA)    | AB                    |
| 97                                                        | Alexy Faure Prost (FRA) | AB                    |
| Directeur sportif : Aike Visbeek, Franky Van Haesebroucke |                         |                       |

| Israel-Premier Tech IPT                          | Israel-Premier Tech IPT | Israel-Premier Tech IPT |
| ------------------------------------------------ | ----------------------- | ----------------------- |
| Num                                              | Coureur                 | Pos                     |
| 101                                              | Jakob Fuglsang (DEN)    | 43e                     |
| 102                                              | Joseph Blackmore (GBR)  | 30e                     |
| 103                                              | Simon Clarke (AUS)      | 51e                     |
| 104                                              | Hugo Houle (CAN)        | 54e                     |
| 105                                              | Krists Neilands (LAT)   | AB                      |
| 106                                              | Nadav Raisberg (ISR)    | 93e                     |
| 107                                              | Riley Sheehan (USA)     | AB                      |
| Directeur sportif : Sam Bewley, Francesco Frassi |                         |                         |

| Lidl-Trek LTK                                   | Lidl-Trek LTK        | Lidl-Trek LTK |
| ----------------------------------------------- | -------------------- | ------------- |
| Num                                             | Coureur              | Pos           |
| 111                                             | Andrea Bagioli (ITA) | AB            |
| 112                                             | Bauke Mollema (NED)  | 35e           |
| 113                                             | Jacopo Mosca (ITA)   | AB            |
| 114                                             | Albert Philipsen     | 25e           |
| 115                                             | Quinn Simmons (USA)  | AB            |
| 116                                             | Toms Skujiņš (LAT)   | 12e           |
| 117                                             | Mathias Vacek (CZE)  | AB            |
| Directeur sportif : Kim Andersen, Adriano Baffi |                      |               |

| Lotto LOT                                     | Lotto LOT                   | Lotto LOT |
| --------------------------------------------- | --------------------------- | --------- |
| Num                                           | Coureur                     | Pos       |
| 121                                           | Lennert Van Eetvelt (BEL)   | 9e        |
| 122                                           | Jarrad Drizners (AUS)       | AB        |
| 123                                           | Logan Currie (NZL)          | 82e       |
| 124                                           | Arjen Livyns (BEL)          | 42e       |
| 125                                           | Eduardo Sepúlveda (ARG)     | 79e       |
| 126                                           | Reuben Thompson (NZL)       | 50e       |
| 127                                           | Jonas Gregaard Wilsly (DEN) | AB        |
| Directeur sportif : Mario Aerts, Marc Wauters |                             |           |

| Movistar Team MOV                       | Movistar Team MOV                | Movistar Team MOV |
| --------------------------------------- | -------------------------------- | ----------------- |
| Num                                     | Coureur                          | Pos               |
| 131                                     | Davide Formolo (ITA)             | 14e               |
| 132                                     | Ruben Guerreiro (POR)            | AB                |
| 133                                     | Carlos Canal (ESP)               | 64e               |
| 134                                     | Davide Cimolai (ITA)             | AB                |
| 135                                     | Pelayo Sánchez (ESP)             | AB                |
| 136                                     | Gonzalo Serrano (ESP)            | 71e               |
| 137                                     | Natnael Tesfatsion (ERI) (route) | AB                |
| Directeur sportif : Maximilian Sciandri |                                  |                   |

| Q36.5 Pro Cycling Team Q36                             | Q36.5 Pro Cycling Team Q36  | Q36.5 Pro Cycling Team Q36 |
| ------------------------------------------------------ | --------------------------- | -------------------------- |
| Num                                                    | Coureur                     | Pos                        |
| 141                                                    | Tom Pidcock (GBR)           | 2e                         |
| 142                                                    | Xabier Mikel Azparren (ESP) | AB                         |
| 143                                                    | Gianluca Brambilla (ITA)    | AB                         |
| 144                                                    | Fabio Christen (SUI)        | 87e                        |
| 145                                                    | Mark Donovan (GBR)          | 27e                        |
| 146                                                    | Milan Vader (NED)           | AB                         |
| 147                                                    | Nickolas Zukowsky (CAN)     | AB                         |
| Directeur sportif : Gabriele Missaglia, Alex Sans Vega |                             |                            |

| Red Bull-Bora-Hansgrohe RBH                            | Red Bull-Bora-Hansgrohe RBH | Red Bull-Bora-Hansgrohe RBH |
| ------------------------------------------------------ | --------------------------- | --------------------------- |
| Num                                                    | Coureur                     | Pos                         |
| 151                                                    | Roger Adrià (ESP)           | 10e                         |
| 152                                                    | Jonas Koch (GER)            | AB                          |
| 153                                                    | Filip Maciejuk (POL)        | AB                          |
| 154                                                    | Gianni Moscon (ITA)         | AB                          |
| 155                                                    | Anton Palzer (GER)          | AB                          |
| 156                                                    | Jan Tratnik (SLO)           | 60e                         |
| 157                                                    | Tim van Dijke (NED)         | AB                          |
| Directeur sportif : Enrico Gasparotto, Christian Pömer |                             |                             |

| Team Solution Tech-Vini Fantini TFT  | Team Solution Tech-Vini Fantini TFT | Team Solution Tech-Vini Fantini TFT |
| ------------------------------------ | ----------------------------------- | ----------------------------------- |
| Num                                  | Coureur                             | Pos                                 |
| 161                                  | Davide Baldaccini (ITA)             | AB                                  |
| 162                                  | Valerio Conti (ITA)                 | 72e                                 |
| 163                                  | Andrea Piras (ITA)                  | AB                                  |
| 164                                  | Lorenzo Quartucci (ITA)             | 66e                                 |
| 165                                  | Kristian Sbaragli (ITA)             | AB                                  |
| 166                                  | Arnaud Tissières (SUI)              | AB                                  |
| 167                                  | Kyrylo Tsarenko (UKR)               | 83e                                 |
| Directeur sportif : Marco Zamparella |                                     |                                     |

| Soudal Quick-Step SOQ                              | Soudal Quick-Step SOQ    | Soudal Quick-Step SOQ |
| -------------------------------------------------- | ------------------------ | --------------------- |
| Num                                                | Coureur                  | Pos                   |
| 171                                                | Mikel Landa (ESP)        | 11e                   |
| 172                                                | Mattia Cattaneo (ITA)    | 29e                   |
| 173                                                | Gianmarco Garofoli (ITA) | 45e                   |
| 174                                                | Pepijn Reinderink (NED)  | 59e                   |
| 175                                                | Pieter Serry (BEL)       | AB                    |
| 176                                                | Mauri Vansevenant (BEL)  | 84e                   |
| 177                                                | Louis Vervaeke (BEL)     | AB                    |
| Directeur sportif : Davide Bramati, Klaas Lodewyck |                          |                       |

| Team Jayco AlUla JAY                           | Team Jayco AlUla JAY       | Team Jayco AlUla JAY |
| ---------------------------------------------- | -------------------------- | -------------------- |
| Num                                            | Coureur                    | Pos                  |
| 181                                            | Filippo Zana (ITA)         | 47e                  |
| 182                                            | Alessandro De Marchi (ITA) | AB                   |
| 183                                            | Davide De Pretto (ITA)     | AB                   |
| 184                                            | Felix Engelhardt (GER)     | 57e                  |
| 185                                            | Anders Foldager (DEN)      | 31e                  |
| 186                                            | Alan Hatherly (RSA)        | AB                   |
| 187                                            | Asbjørn Hellemose (DEN)    | 86e                  |
| Directeur sportif : Valerio Piva, Andrew Smith |                            |                      |

| Team Picnic-PostNL TPP                           | Team Picnic-PostNL TPP    | Team Picnic-PostNL TPP |
| ------------------------------------------------ | ------------------------- | ---------------------- |
| Num                                              | Coureur                   | Pos                    |
| 191                                              | Kevin Vermaerke (USA)     | AB                     |
| 192                                              | Romain Combaud (FRA)      | AB                     |
| 193                                              | Robbe Dhondt (BEL)        | AB                     |
| 194                                              | Chris Hamilton (AUS)      | 44e                    |
| 195                                              | Bjoern Koerdt (GBR)       | 77e                    |
| 196                                              | Max Poole (GBR)           | AB                     |
| 197                                              | Frank van den Broek (NED) | 88e                    |
| Directeur sportif : Matthew Winston, Philip West |                           |                        |

| Team Polti VisitMalta PTV                            | Team Polti VisitMalta PTV | Team Polti VisitMalta PTV |
| ---------------------------------------------------- | ------------------------- | ------------------------- |
| Num                                                  | Coureur                   | Pos                       |
| 201                                                  | Mattia Bais (ITA)         | 81e                       |
| 202                                                  | Davide De Cassan (ITA)    | 89e                       |
| 203                                                  | Álex Martín (ESP)         | AB                        |
| 204                                                  | Gabriele Raccagni (ITA)   | AB                        |
| 205                                                  | Javier Serrano (ESP)      | AB                        |
| 206                                                  | Diego Pablo Sevilla (ESP) | AB                        |
| 207                                                  | Samuele Zoccarato (ITA)   | 49e                       |
| Directeur sportif : Stefano Zanatta, Giovanni Ellena |                           |                           |

| Team Visma \| Lease a Bike TVL                     | Team Visma \| Lease a Bike TVL | Team Visma \| Lease a Bike TVL |
| -------------------------------------------------- | ------------------------------ | ------------------------------ |
| Num                                                | Coureur                        | Pos                            |
| 211                                                | Attila Valter (HUN) (route)    | 22e                            |
| 212                                                | Tijmen Graat (NED)             | 90e                            |
| 213                                                | Menno Huising (NED)            | AB                             |
| 214                                                | Jørgen Nordhagen (NOR)         | 85e                            |
| 215                                                | Ben Tulett (GBR)               | 61e                            |
| 216                                                | Tosh Van der Sande (BEL)       | AB                             |
| 217                                                | Julien Vermote (BEL)           | AB                             |
| Directeur sportif : Jesper Mørkøv, Maarten Wynants |                                |                                |

| Tudor Pro Cycling Team TUD                         | Tudor Pro Cycling Team TUD   | Tudor Pro Cycling Team TUD |
| -------------------------------------------------- | ---------------------------- | -------------------------- |
| Num                                                | Coureur                      | Pos                        |
| 221                                                | Marc Hirschi (SUI)           | 24e                        |
| 222                                                | Lawrence Warbasse (USA)      | 74e                        |
| 223                                                | Jacob Eriksson (SWE) (route) | 96e                        |
| 224                                                | Roland Thalmann (SUI)        | AB                         |
| 225                                                | Yannis Voisard (SUI)         | 69e                        |
| 226                                                | Fabian Weiss (SUI)           | 32e                        |
| 227                                                | Hannes Wilksch (GER)         | 94e                        |
| Directeur sportif : Matteo Tosatto, Marcel Sieberg |                              |                            |

| Uno-X Mobility UXM                              | Uno-X Mobility UXM           | Uno-X Mobility UXM |
| ----------------------------------------------- | ---------------------------- | ------------------ |
| Num                                             | Coureur                      | Pos                |
| 231                                             | Magnus Cort Nielsen (DEN)    | 6e                 |
| 232                                             | Martin Bugge Urianstad (NOR) | 70e                |
| 233                                             | Fredrik Dversnes (NOR)       | 21e                |
| 234                                             | Ådne Holter (NOR)            | 95e                |
| 235                                             | Anders Johannessen (NOR)     | 28e                |
| 236                                             | Tobias Johannessen (NOR)     | 23e                |
| 237                                             | William Blume Levy (DEN)     | 68e                |
| Directeur sportif : Gabriel Rasch, Emil Vinjebo |                              |                    |

| XDS Astana Team XAT                               | XDS Astana Team XAT           | XDS Astana Team XAT |
| ------------------------------------------------- | ----------------------------- | ------------------- |
| Num                                               | Coureur                       | Pos                 |
| 241                                               | Alberto Bettiol (ITA) (route) | AB                  |
| 242                                               | Alessandro Romele (ITA)       | 63e                 |
| 243                                               | Christian Scaroni (ITA)       | AB                  |
| 244                                               | Ide Schelling (NED)           | AB                  |
| 245                                               | Davide Toneatti (ITA)         | 40e                 |
| 246                                               | Diego Ulissi (ITA)            | AB                  |
| 247                                               | Simone Velasco (ITA)          | 41e                 |
| Directeur sportif : Stefano Zanini, Dario Cataldo |                               |                     |

## Liens

### Internes
- Strade Bianche féminines 2025

### Externes
- (it) Site officiel
- Ressource relative au sport :   - ProCyclingStats